# Zares-Nova Política
Zares - Socioliberals (en eslovè Zares – socialno-liberalni) va ser un partit polític eslovè de centreesquerra, amb presència a l'Assemblea Nacional durant la Sisena Legislatura.

## Història
Fundat el 2007 per Gregor Golobič, antic secretari de Liberal Democràcia d'Eslovènia, com a escissió de sis parlamentari d'aquest partit dirigida per l'ex Ministre d'Economia Matej Lahovnik, situat a l'esquerra del seu partit originari. Han rebut el suport del filòsof marxista Slavoj Žižek, del crític literari Taras Kermauner, l'escriptor Feri Lainšček i de l'influent periodista i editor Bernarda Jeklin.
És membre de la Internacional Liberal. El partit donava suport a una societat liberal i a un programa econòmicament socialdemòcrata, recolzava decididament la pertinença eslovena a la Unió Europea i va ser un ferm oponent de l'ex primer Ministre conservador Janez Janša.
A les eleccions presidencials eslovenes de 2007 el partit va donar suport a la candidatura de Danilo Türk, llavors electe. A les eleccions legislatives eslovenes de 2008 va obtenir 9 escons (el 9,4% dels vots) i va formar part d'un govern de centreesquerra amb els Socialdemòcrates i la Liberal Democràcia d'Eslovènia. A les eleccions europees de 2009, va guanyar arreu de 9,5% de vots i un diputat al Parlament Europeu (Ivo Vajgl).
En ambdós casos, el partit va perdre tota la seva representació en les eleccions immediatament posteriors, restant inactiu des de llavors. Més recentment, el Ministeri de l'Interior, actuant d'ofici, va plantejar la seva dissolució formal al 2024.

## Resultats electorals

### Assemblea Nacional
| Any  | Vots   | %    | Escons | +/- | Govern            |
| ---- | ------ | ---- | ------ | --- | ----------------- |
| 2008 | 98,526 | 9.37 | 9 / 90 | Nou | Oposició          |
| 2011 | 7,218  | 0.65 | 0 / 90 | 9   | Extraparlamentari |

### Parlament Europeu
| Any  | Vots   | %    | Escons | +/- |
| ---- | ------ | ---- | ------ | --- |
| 2009 | 45,238 | 9.76 | 1 / 7  | Nou |
| 2014 | 3,808  | 0.95 | 0 / 8  | 1   |